# Platocoelotes icohamatoides
Platocoelotes icohamatoides är en spindelart som först beskrevs av Peng och Wang 1997.  Platocoelotes icohamatoides ingår i släktet Platocoelotes och familjen mörkerspindlar. Inga underarter finns listade i Catalogue of Life.